# ناتاليا فيا دوفريسني
ناتاليا فيا دوفريسني بيرينيا (بالإسبانية: Natalia Vía Dufresne Pereña، ولدت في 10 يونيو 1973، برشلونة، إسبانيا) لاعبة إسبانية، تنافست في سباق القوارب الشراعية، تخصصت في فئة 470 وفئة Europa. هي شقيقة لاعبة سباق القوارب الشراعية الإسبانية بيغونيا فيا دوفريسني.
حصلت على بطولة أوروبا للشراع في فئة 470 عام 2003، كما حازت على ميداليتين فضيتين في دورة الألعاب الأولمبية الصيفية عام 1992 و2004.

## إنجازاتها

### الألعاب الأولمبية الصيفية
- 1992 برشلونة  إسبانيا:  ميدالية فضية للشراع في فئة Europa.
- 2004 أثينا  اليونان:  ميدالية فضية للشراع في فئة 470.

### بطولة العالم للقوارب الشراعية فئة Europa
- 1995 أوكلاند  نيوزيلندا:  ميدالية برونزية للشراع في فئة Europa.

### بطولة العالم للقوارب الشراعية فئة 470
- 2000 بالاتونفورد  المجر:  ميدالية برونزية للشراع في فئة 470.
- 2001 كوبر  سلوفينيا:  ميدالية برونزية للشراع في فئة 470.

### بطولة أوروبا للقوارب الشراعية فئة 470
- 2001 دون لاوغهير  جمهورية أيرلندا:  ميدالية برونزية للشراع في فئة 470.
- 2003 بريست  فرنسا:  ميدالية ذهبية للشراع في فئة 470.

## روابط خارجية
- ناتاليا فيا دوفريسني على موقع اللجنة الأولمبية الدولية (الإنجليزية)
- ناتاليا فيا دوفريسني على موقع أوليمبيديا (الإنجليزية)
- ناتاليا فيا دوفريسني على موقع اللجنة الأولمبية الإسبانية (الإسبانية)